# Вульф, Наоми
Наоми Р. Вульф (англ. Naomi R. Wolf; род. 12 ноября 1962 года) — американская писательница, гражданская активистка, публицистка и конспиролог. С публикацией в 1991 году книги «Миф о красоте: Стереотипы против женщин» обретает статус ярчайшей представительницы феминизма третьей волны.

## Биография
Родилась в Сан-Франциско в еврейской семье. Мать — крупный антрополог, автор книги «Лесбийское сообщество» (Lesbian community) Дебора Гоулман Вулф (род. 1939); отец — исследователь готической литературы, переводчик с идиша на английский язык и с английского языка на идиш Леонард Вульф (1923—2019). Семья матери — российского происхождения, отец родился в Румынии. Племянница психолога Даниэла Гоулмана, внучатая племянница физика-ядерщика Элвина Вайнберга.
Окончив Высшую школу «Лоуэлл», Вульф поступила в Йельский университет, который окончила с дипломом бакалавра искусств по английской литературе. В 1985—1987 годах проходила обучение в Новом колледже Оксфордского университета по международной стипендии Родса.
С 1995 года продолжительное время занималась журналистикой и публиковалась в The Guardian, The Nation, The Huffington Post и New Republic.

## Личная жизнь
Была замужем за спичрайтером Билла Клинтона Дэвидом Шипли, в браке с которым родила дочь Розу и сына Джозефа, названных в память родителей её отца — Розы-Иты Энгель и Иосифа Вольфа. Брак закончился разводом в 2005 году.

## Основные работы

### Миф о красоте: Стереотипы против женщин
К началу 1990-х Вульф заработала репутацию крупнейшей представительницы феминизма третьей волны. Основной идеей работы является то, что стандарты красоты являются социально обусловленным конструктом, в котором определяющую роль играет патриархальный компонент.
Вульф сравнивает стандарты красоты со средневековым орудием пыток под названием Железная дева, утверждая, что всякая женщина, отклоняющаяся от заданных стереотипов немедленно подвергается наказанию, как физическому, так и психологическому.
Физическое совершенство становится для женщин навязчивой идеей, а несоответствие ему — источником страданий. Но даже достигнув идеала, женщина все равно проигрывает, поскольку приносит в жертву общепринятому стандарту внешности свою природную красоту, здоровье, энергию, сексуальность, а порой и жизнь. Автор утверждает, что в современном мире женщина сама способна решать, как она хочет жить и выглядеть, без оглядки на диктат безжалостного «мифа о красоте».
Книга стала бестселлером и была переведена на множество языков мира, в том числе на русский издательством Альпина нон-фикшн.

### Вагина: Новая история женской сексуальности
Книга, вышедшая в 2012 году, была встречена публикой весьма бурно и вызвала неоднозначные реакции как в феминистской среде, так и за её пределами, снискав репутацию текста провокационного, не всегда твёрдо обоснованного с научной точки зрения, хотя многие и указывали, что в концепции тесной нейрологической связи вагины и мозга есть зерно истины, пусть она и подвергает сомнению традиционную социально-детерминистическую концепцию конфликта полов.
С точки зрения автора то, как относятся к вагине в разных культурах — с уважением или презрением, внимательно или пренебрежительно, — демонстрирует отношение к женщине как таковой. Для объективного взгляда на сущность проблемы Вульф привлекает данные нейрологии и даёт им свою трактовку.

## Критика
Качество и точность научных исследований в книгах Вульф подвергаются серьёзной критике, в частности, некорректное прочтение журналисткой судебных протоколов в книге «Outrages» (2019) привело к отмене её публикации в США.
Примерно с 2014 года журналисты и средства массовой информации описывают Вульф как сторонницу теории заговора. Её критиковали за распространение дезинформации по таким темам, как обезглавливания, проводимые ИГИЛ, эпидемия вируса Эбола в Западной Африке и деятельность Эдварда Сноудена.
Вульф возражала против карантина из-за COVID-19 и критиковала вакцины против COVID-19. В июне 2021 года её аккаунт в Twitter был заблокирован за публикацию дезинформации, направленной против вакцинации.

### Переводы на русский язык
- Миф о красоте. Стереотипы против женщин (2013) ISBN 978-5-91671-926-0, ISBN 978-5-91671-580-4, ISBN 978-5-91671-402-9, ISBN 978-5-91671-204-9, Альпина нон-фикшн
- Вагина: Новая история женской сексуальности  (2014) ISBN 978-5-91671-301-5, Альпина нон-фикшн